# Scandza
Scandza là một địa danh được đề cập sớm nhất trong sách Getica (551 SCN) của sử gia Iordanes người Gothic-Byzantine. Qua những gì tác giả này mô tả, học giới ngày nay coi Scandza là gốc tích của tên gọi Scandinavia nhưng không bao hàm toàn bộ khu vực ấy theo địa lý đương đại.

## Lịch sử

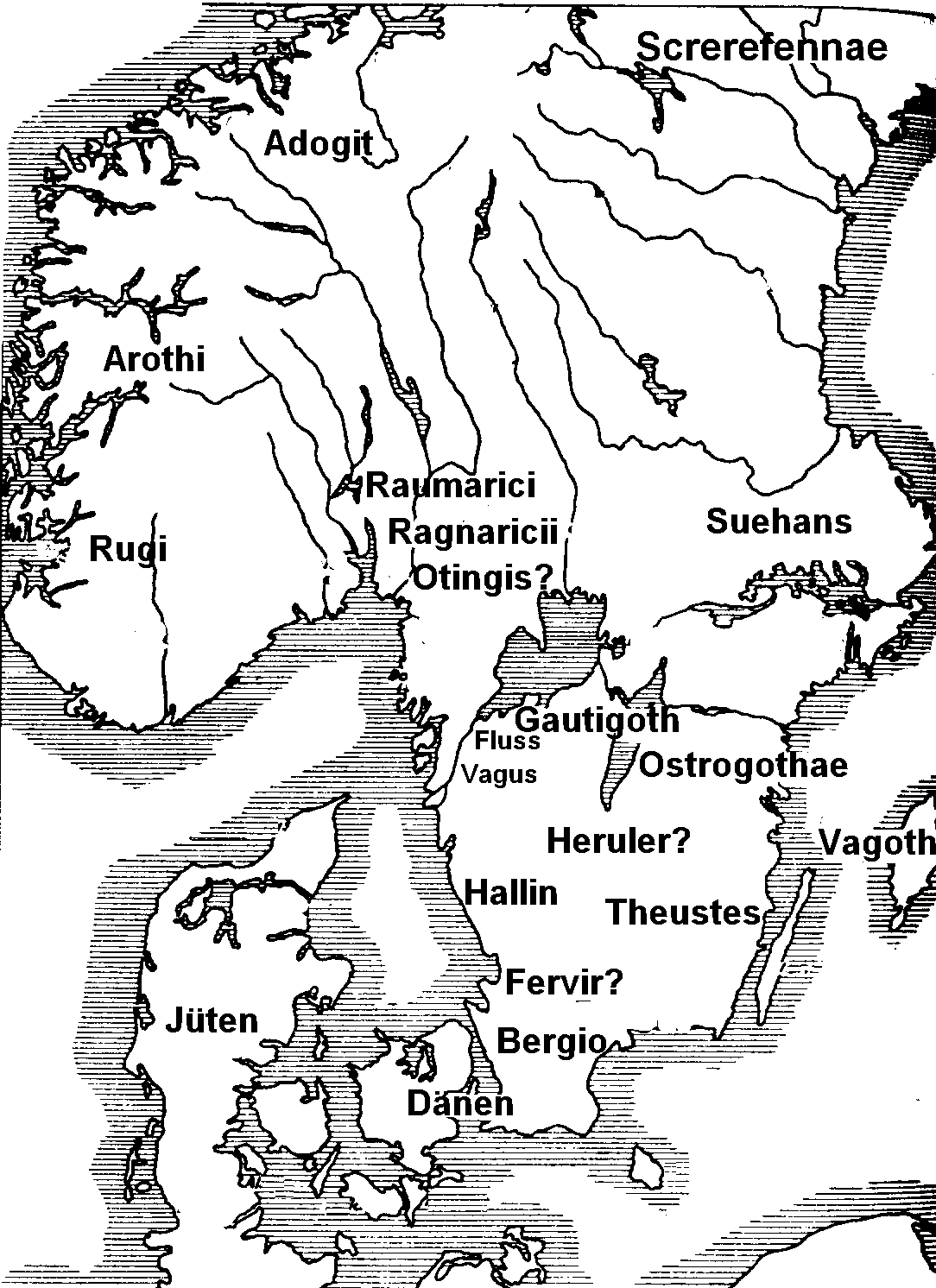
Map of Scandza, with a selection of tribes

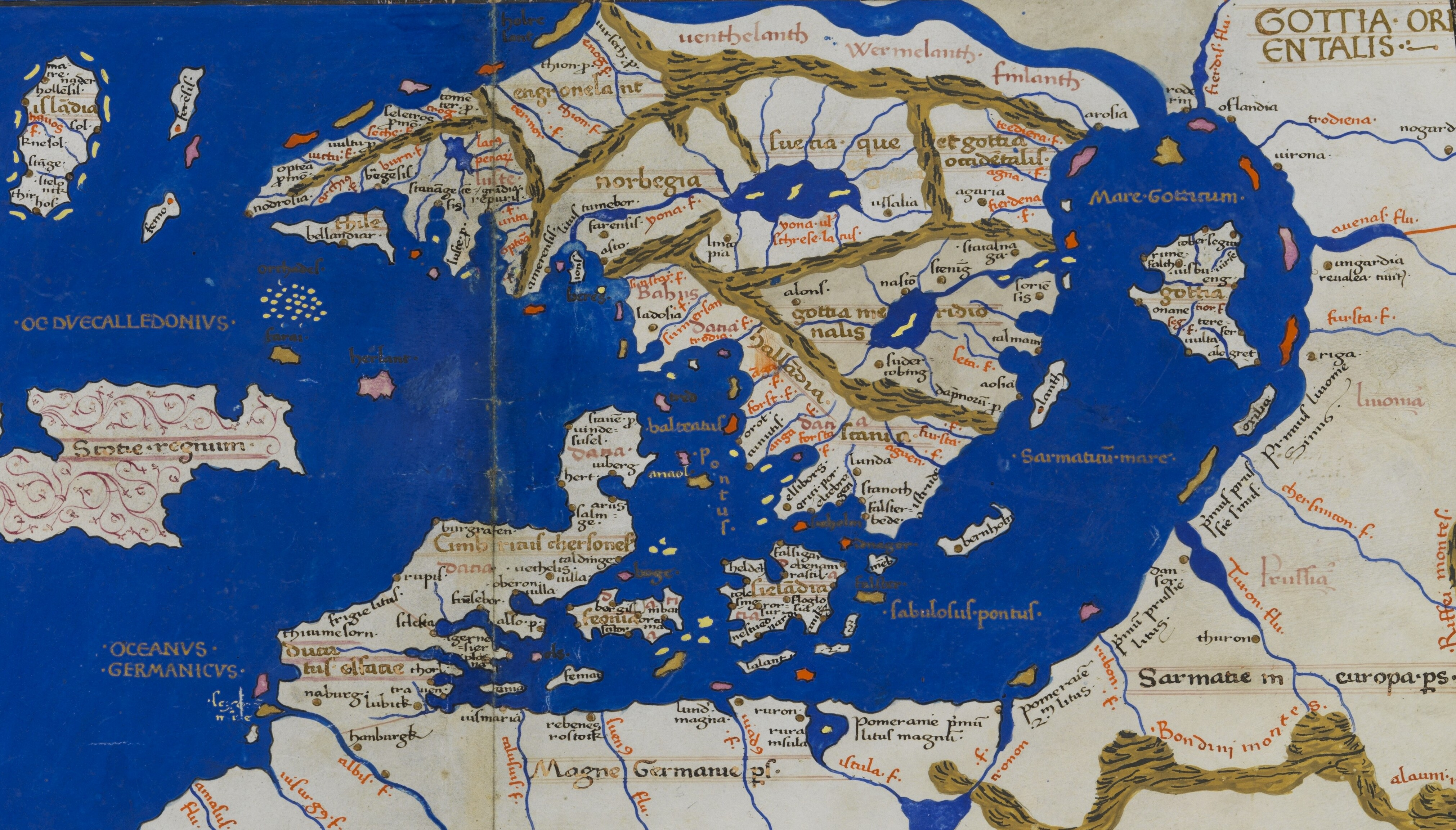
Map of the Scandiae islands by Nicolaus Germanus for a 1467 publication of Cosmographia Claudii Ptolomaei Alexandrini

Đất Scandza được Iordanes đặc tả là một "hòn đảo rất lớn và hẻo lánh trập trùng xa nhất về Bắc Cực", có mỏm đá ba vị thần sừng bò cùng sống. Nơi này được biết đến là phát tích của "áng chừng năm hoặc bảy chục" bộ lạc Viking, Goth và German với giới hạn đến trung lưu sông Wisła In the Iliad the name denotes an ancient city in Kythira, Hy Lạp..
Trong các tác phẩm của Claudius Ptolemy và Olaus Magnus, vùng đất này cũng được trình bày kĩ lưỡng hơn. Người ta cho rằng Scandza không xa hơn vùng Trung Tây Na Uy-Thụy Điển, toàn bộ Đan Mạch và các miền phía Bắc Đức ngày nay.

## Văn hóa
Địa danh Scandza xuất hiện vô vàn trong các trước tác và giai phẩm hội họa trung đại với những sự tích lạ lùng về người dị giáo, rồng thiêng và kị sĩ Bàn Tròn